# Rajd Bosforu 2004
Rajd Fiata 2004 (33. Fiat Rally) – 33 edycja rajdu samochodowego Rajd Bosforu rozgrywanego we Turcji. Rozgrywany był od 10 do 12 września  2004 roku. Była to siódma runda Rajdowych Mistrzostw Europy w roku 2004 oraz siódma runda Rajdowych Mistrzostw Turcji. Składał się z 13 odcinków specjalnych.

## Klasyfikacja rajdu
| Miejsce                      | Kierowca                     | Pilot                        | Samochód                     | Czas                         | Strata                       |                              |
| Klasyfikacja generalna i ERC | Klasyfikacja generalna i ERC | Klasyfikacja generalna i ERC | Klasyfikacja generalna i ERC | Klasyfikacja generalna i ERC | Klasyfikacja generalna i ERC | Klasyfikacja generalna i ERC |
| ---------------------------- | ---------------------------- | ---------------------------- | ---------------------------- | ---------------------------- | ---------------------------- | ---------------------------- |
| 1.                           | Simon Jean-Joseph            | Jack Boyere                  | Renault Clio S1600           | 3:07:19.2                    | 0.0                          |                              |
| 2.                           | Mark Higgins                 | Daniel Barritt               | Opel Corsa S1600             | 3:09:12.4                    | +1:53.2                      |                              |
| 3.                           | Bruno Thiry                  | Nicolas Gilsoul              | Citroën C2 S1600             | 3:09:31.3                    | +2:12.1                      |                              |
| 4.                           | Hamdi Ünal                   | Kaan Özsenler                | Fiat Palio S1600             | 3:10:25.5                    | +3:06.3                      |                              |
| 5.                           | Burak Cukurova               | Baran Alpay                  | Renault Clio S1600           | 3:11:18.6                    | +3:59.4                      |                              |
| 6.                           | Volkan Isik                  | Erkan Güleren                | Fiat Punto S1600             | 3:15:49.6                    | +8:30.4                      |                              |
| 7.                           | Mehmet Besler                | Ozden Yilmaz                 | Mitsubishi Lancer Evo VIII   | 3:16:43.6                    | +9:24.4                      |                              |
| 8.                           | Michał Sołowow               | Maciej Baran                 | Mitsubishi Lancer Evo VII    | 3:17:27.5                    | +10:08.3                     |                              |
| 9.                           | Marco Cavigioli              | Enrico Cantoni               | Opel Corsa S1600             | 3:17:59.7                    | +10:40.5                     |                              |
| 10.                          | Fatih Kara                   | Aras Dinçer                  | Citroën Saxo S1600           | 3:18:11.9                    | +10:52.7                     |                              |
| Mistrzostwa Turcji           |                              |                              |                              |                              |                              |                              |
| 1.                           | Hamdi Ünal                   | Kaan Özsenler                | Fiat Palio S1600             | 3:10:25.5                    | 0.00                         |                              |
| 2.                           | Burak Cukurova               | Baran Alpay                  | Renault Clio S1600           | 3:11:18.6                    | +53.1                        |                              |
| 3.                           | Volkan Isik                  | Erkan Güleren                | Fiat Punto S1600             | 3:15:49.6                    | +5:24.1                      |                              |
| 4.                           | Mehmet Besler                | Ozden Yilmaz                 | Mitsubishi Lancer Evo VIII   | 3:16:43.6                    | +6:18.1                      |                              |
| 5.                           | Michał Sołowow               | Maciej Baran                 | Mitsubishi Lancer Evo VII    | 3:17:27.5                    | +7:02.0                      |                              |
| 6.                           | Fatih Kara                   | Aras Dinçer                  | Citroën Saxo S1600           | 3:18:11.9                    | +7:46.4                      |                              |